# Tomás de Anchorena

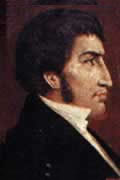
Tomás Manuel de Anchorena

Tomás Manuel de Anchorena (* 29. November 1783 in Buenos Aires; † 29. April 1847 ebenda) war ein argentinischer Anwalt und Staatsmann. Er war Abgeordneter beim Kongress von Tucumán, auf dem am 9. Juli 1816 die Unabhängigkeit Argentiniens erklärt wurde.
Anchorena wurde in Buenos Aires geboren und studierte am Real Colegio de San Carlos, um 1807 promovierte er in Rechtswissenschaften an der Universidad de Charcas. Nach seiner Rückkehr nach Buenos Aires nahm er 1810 an der Sitzung im Cabildo teil, auf der die Unabhängigkeit Buenos Aires’ von Spanien erklärt wurde.
Er war als Sekretär für Manuel Belgrano tätig und wurde 1815 zum Delegierten der Stadt Buenos Aires am Kongress von Tucumán gewählt, wo er sehr aktiv war und für die Verabschiedung der Unabhängigkeitserklärung stimmte. Anschließend engagierte er sich politisch in der Provinz Buenos Aires und war argentinischer Außenminister während der ersten Amtszeit von Juan Manuel de Rosas.